# Здание НКПС
Здание НКПС (Здание Народного комиссариата путей сообщения) — здание, расположенное в Москве на пересечении Новой Басманной и Садовой-Черногрязской улиц. Было построено в 1753—1759 годах для размещения Главной Дворцовой канцелярии и продовольственных складов, поэтому получило название «Запасный дворец». В 1919-м строение перешло в ведомство Наркомата путей сообщения и в 1932—1938 годах было перестроено в стиле конструктивизм по проекту архитектора Ивана Фомина. С 2004 года здание находится в ведомстве РЖД.

## История

### Запасный дворец

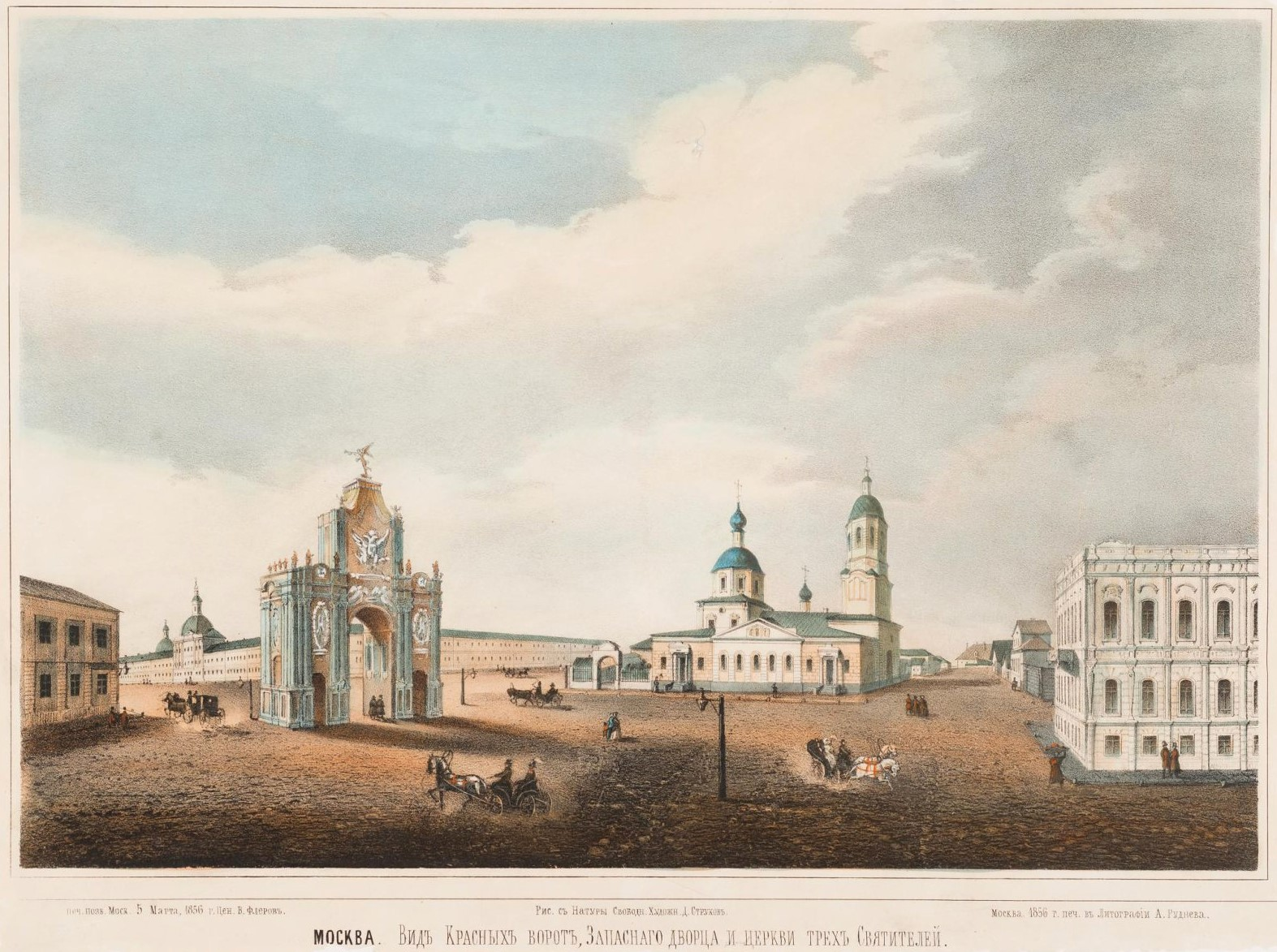
Запасный дворец на раскрашенной гравюре 1856 года.

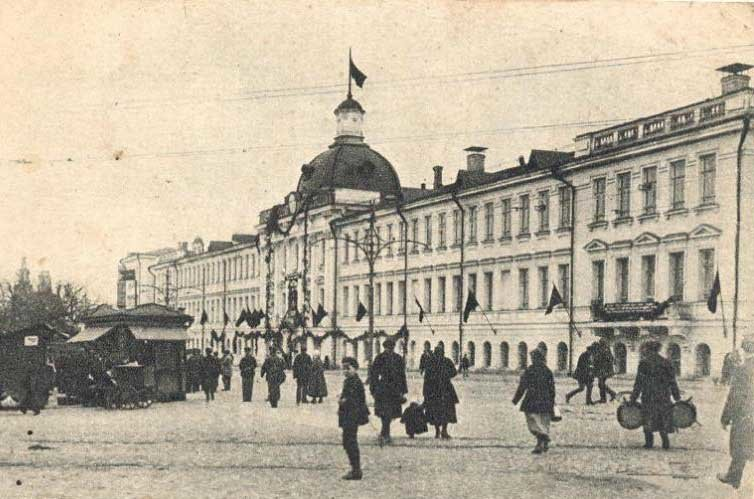
Запасный дворец у Красных ворот, XX век

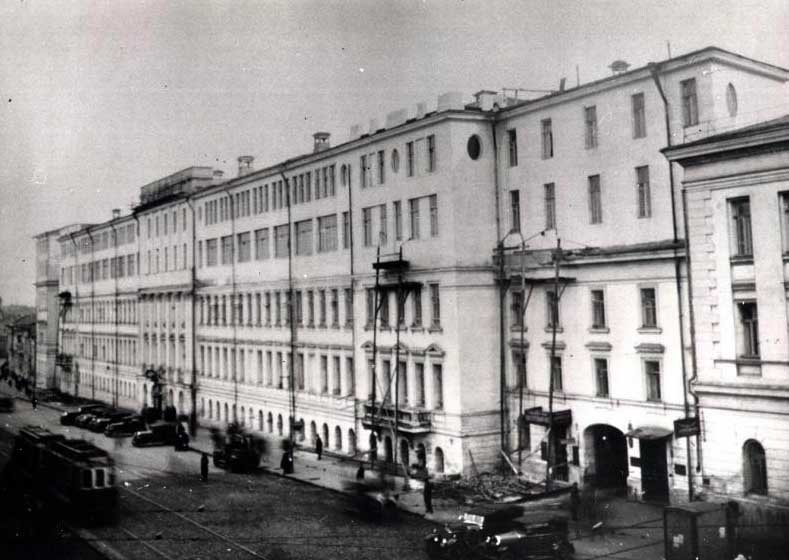
Реконструкция здания НКПС по проекту Ивана Фомина, 1930-е годы

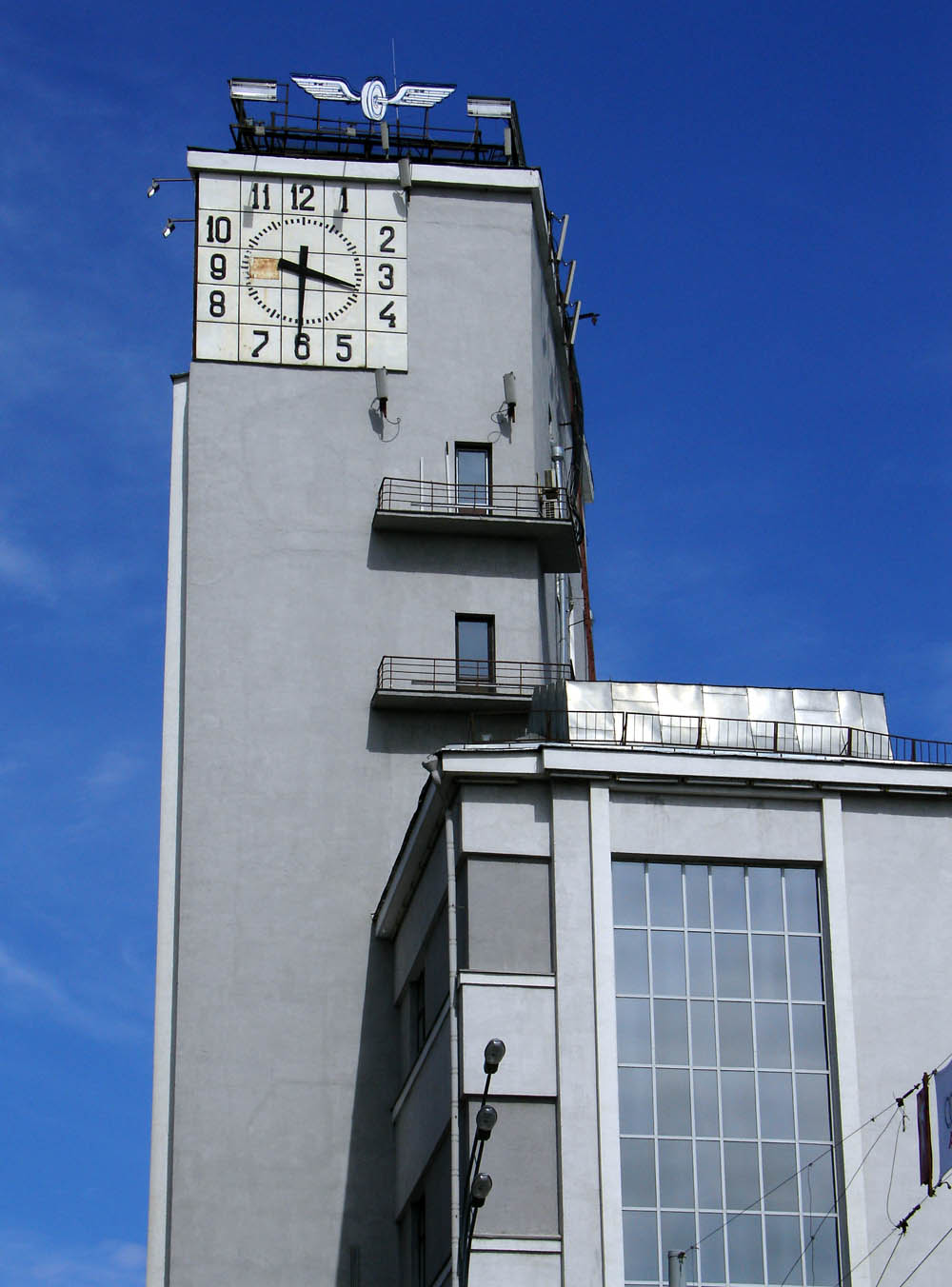
Циферблат часов и фрагмент башни здания НКПС, 2007 год

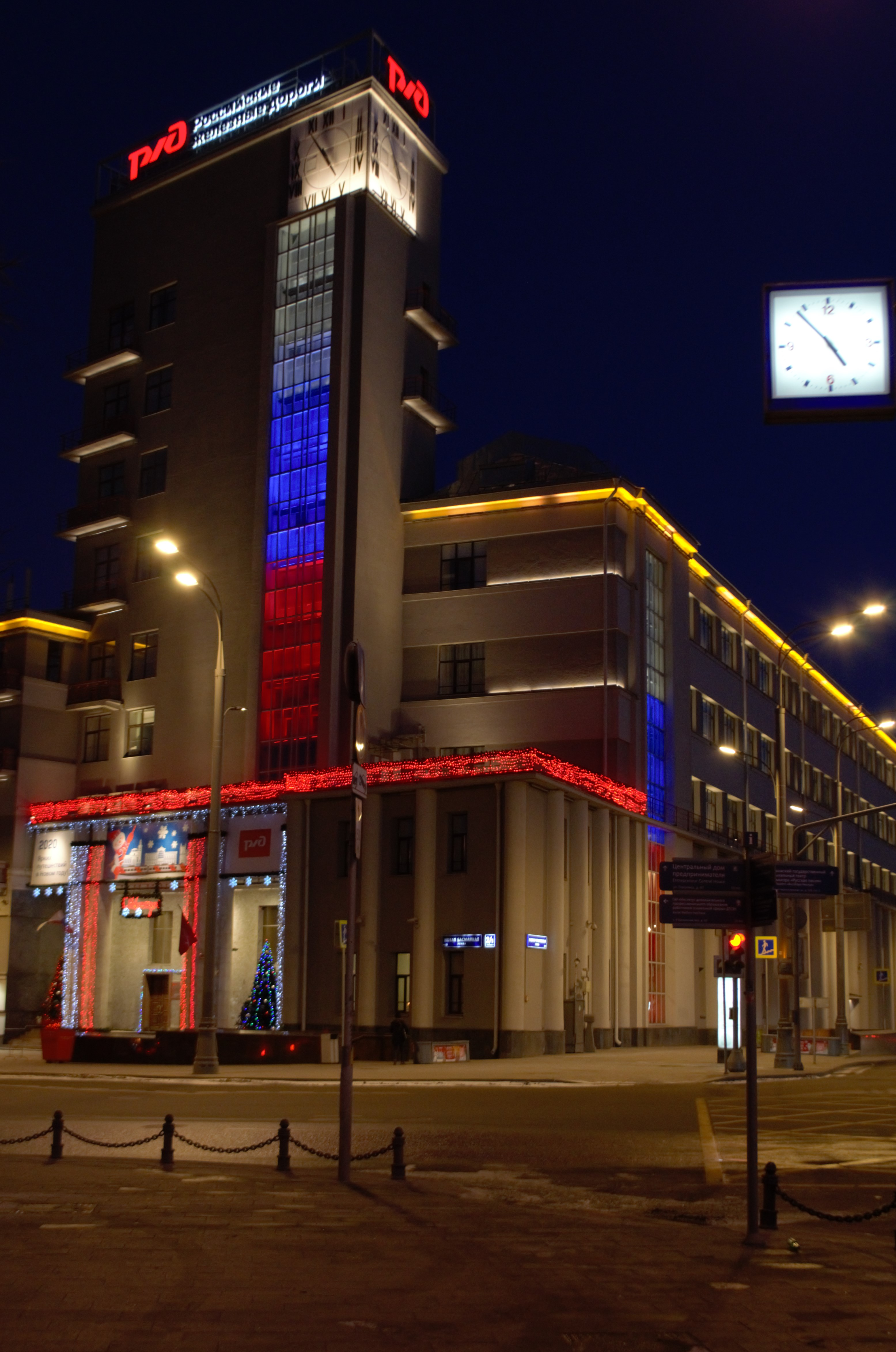
Подсветка башни здания НКПС в сумерках, 2020 год

В XVII веке территорию рядом с Красными воротами занимал Государев житный двор. Предположительно, поблизости находились сенной торг и аустерия, которую посещал Пётр I по дороге в Немецкую слободу. После пожара, разрушившего в первой половине XVIII века деревянные постройки, участок перешёл в ведомство Главной Дворцовой канцелярии. Для размещения правления конторы и складов продовольствия по указу Елизаветы Петровны в 1753—1759 годах на этом месте построили Запасный дворец. Работы велись по проекту архитектора Семёна Яковлева при участии Дмитрия Ухтомского. Дворец имел форму каре и состоял из четырёх двухэтажных корпусов, отделявших внутренний двор. Строения были выполнены в стиле барокко и декорированы пилястрами, барельефами, а также филёнками. Главный корпус соединялся по бокам с крыльями за счёт проездных арок, а над центральной его частью возвышался купол. В северном крыле находилась церковь святого Севастьяна, освящённая так по дню рождения правившей императрицы. В 1762 году в храме организовали придел этого святого, а саму церковь переосвятили по дню рождения императрицы Екатерины II в честь священномученика Ианнуария. Краевед Алексей Митрофанов в своей книге «Мясницкая. Прогулки по старой Москве» указывает, что лёд для хранилищ дворца привозили из Санкт-Петербурга, считая его более чистым.
Во время Отечественной войны 1812 года в Запасном дворце располагался госпиталь для раненых солдат обеих сторон. После освобождения от оккупации Москвы в уцелевшем здании действовал приют для погорельцев. Позднее часть строений переоборудовали в жильё для военных и служащих, отдельные помещения занимали частные конторы. Так, в стенах комплекса размещались правление и склады Мигаловского пивоваренного завода, а в 1850-х годах одну из квартир занимал историк Иван Забелин, служивший на тот момент в Оружейной палате. В 1890-м строение передали в ведение Института благородных девиц, для нужд которого через двенадцать лет его реконструировали под руководством архитекторов Николая Никитина и Александра Мейснера. Дворец дополнили верхним этажом, главный корпус расширили и оформили в стиле классицизм. Одна из воспитанниц писательница Екатерина Мещерская так вспоминала жизнь в университете:
Он [институт] помещается в Запасном дворце у Красных ворот и называется еще Патриотическим, так как он в России единственный, в котором ученическая форма имеет цвета русского национального флага: белый, красный, синий. <...> В наших дортуарах, то есть спальнях, было всего десять градусов тепла. Кровати были жёсткие, с тонким тюфяком, одеяла лёгкие, байковые, белые с еле заметным ворсом. <...> Я любила наш институт — огромное белое здание Запасного дворца с залами, домовой церковью, большим тенистым садом, из которого вел, как говорили, подземный ход прямо в Кремль. Но больше всего мне нравились бесконечные коридоры.

### Советская перестройка
После Октябрьской революции здание рассматривалось как один из вариантов размещения советского правительства. Тем не менее оно заняло кремлёвские сооружения, а в бывшем Запасном дворце в 1919 году расположился Народный комиссариат путей сообщения. Для нужд конторы в 1932—1938 годах строение реконструировали под руководством архитектора Ивана Фомина. Здание приобрело лаконичные конструктивистские формы: фасады очистили от декоративных элементов и выровняли, оконные проёмы расширили. В 1946-м Народный комиссариат путей сообщения переименовали в министерство. В 1988—1989 годах проводилась реставрация фасадов. Стены дома покрыли терразитовой штукатуркой, состоящей из смеси цемента, кварцевого песка и разноцветных наполнителей. Это позволило создать шероховатый рельеф, имитирующий настоящий камень.
Указом президента России в 2004 году Министерство путей сообщения было упразднено. Его функции и имущество передали акционерному обществу «РЖД», главный офис которого расположился в здании НКПС. В марте 2009-го в пустотелых перекрытиях второго этажа дома произошёл скрытый пожар, который удалось потушить в течение четырёх часов. В 2017—2018 годах проходила реставрация здания, длившаяся более полугода. Во время реконструкции ликвидировали сколы и потёртости облицовочной штукатурки, укрепили балконные перекрытия и перила, восстановили кровлю башни и главного корпуса, починили водостоки.

## Архитектура
Комплекс состоит из двух корпусов, выстроенных по улицам Новая Басманная и Садовая-Черногрязская, вдоль которой размещён главный фасад. В нижней части он украшен полуколоннами без капителей и оснований, они поддерживают хоры третьего этажа. В месте соединения со вторым корпусом балкон образует широкую террасу. За счёт сочетания ритма полуколонн и окон, сохранившихся от Запасного дворца, композиция строения создаёт ощущение движения. Она развивается к угловой части комплекса, которая выделена девятиэтажной башней с массивными часами, обращёнными циферблатом в две стороны. Изначально на часах располагались римские цифры, в 1950-х годах их заменили арабскими. Во время реставрации 2018-го рабочие восстановили первоначальный вид циферблата. Ансамбль строения создаёт сходство с движущимся локомотивом, из-за чего в быту здание часто называют «дом-паровоз». При этом до возведения сталинской высотки на площади Красные Ворота архитектурная композиция дома НКПС формировала визуальную перспективу улицы. Кроме расположения окон от старого здания сохранились внутренние своды первых этажей, фундаменты и задние части фасада, декорированные рустом, пилястрами и лепниной.